# Diego Simeone
Diego Pablo Simeone (Buenos Aires, 28 april 1970) is een Argentijnse voetbaltrainer en voormalig profvoetballer. Hij speelde als middenvelder bij onder andere Sevilla, Atlético Madrid, Internazionale en SS Lazio.

## Carrière

### Spelerscarrière
Simeone begon zijn loopbaan als profvoetballer in 1987 bij Vélez Sársfield. Drie jaar later ging de middenvelder naar Europa, waar hij via Pisa Calcio (1990-1992) en Sevilla FC (1992-1994) in 1994 bij Atlético Madrid terechtkwam. Simeone groeide bij de Madrileense club uit tot een zeer populaire speler. Met zijn fanatieke spel veroverde hij al snel de harten van de ultra's. In het seizoen 1995/96 won Simeone met Atlético zowel de landstitel als de nationale beker. De middenvelder had destijds als spelverdeler met twaalf goals in de competitie een groot aandeel in het succes.
In 1997 vertrok Simeone naar Italië, waar hij speelde voor Internazionale en Lazio Roma. Met de Romeinse club veroverde hij in 2000 de landstitel. In 2003 keerde Simeone terug bij Atlético Madrid. Na anderhalf seizoen keerde Simeone in december 2004 na veertien jaar in Europa te hebben gespeeld terug naar Argentinië om voor Racing Club de Avellaneda te gaan voetballen.
Simeone nam met Argentinië deel aan de WK's van 1994, 1998 en 2002. Bovendien won hij een zilveren medaille op de Olympische Spelen van 1996 in Atlanta. Hij was een van de drie dispensatiespelers in de selectie van bondscoach Daniel Passarella.

### Trainerscarrière
Begin februari 2006 beëindigde Simeone zijn loopbaan als profvoetballer om als coach aan de slag te gaan bij Racing Club. Racing Club was slecht aan de Clausura 2006 begonnen met twee nederlagen en een gelijkspel, waardoor trainer Fernando Quiroz werd ontslagen. Vervolgens vroeg de clubleiding van Racing Club Simeone om de technische leiding in handen te nemen. De Argentijn aanvaardde het aanbod, waardoor er een einde kwam aan zijn spelerscarrière. Begin mei 2006 stapte Simeone na een conflict met de clubleiding alweer op als coach van Racing.
Van januari tot november 2008 was hij coach van River Plate. Later ging hij aan de slag bij San Lorenzo waar hij in april 2010 vertrok. Daarna was hij werkzaam in Italië, als coach van Catania, en opnieuw in Argentinië, bij Racing Club, waar hij ontslag nam op 20 december 2011. Drie dagen later werd hij aangesteld als hoofdcoach van Atlético Madrid als opvolger van Gregorio Manzano, die na de nederlaag in de Copa del Rey tegen Albacete uit zijn functies was gezet door de Madrileense clubleiding.

## Statistieken
| Seizoen | Club            | Land                | Competitie       | Duels | Doelp. |
| ------- | --------------- | ------------------- | ---------------- | ----- | ------ |
| 1987/88 | Vélez Sarsfield | Vlag van Argentinië | Primera División | 28    | 4      |
| 1988/89 | Vélez Sarsfield | Vlag van Argentinië | Primera División | 16    | 2      |
| 1989/90 | Vélez Sarsfield | Vlag van Argentinië | Primera División | 32    | 8      |
| 1990/91 | Pisa Calcio     | Vlag van Italië     | Serie A          | 31    | 4      |
| 1991/92 | Pisa Calcio     | Vlag van Italië     | Serie B          | 24    | 2      |
| 1992/93 | Sevilla FC      | Vlag van Spanje     | Primera División | 33    | 4      |
| 1993/94 | Sevilla FC      | Vlag van Spanje     | Primera División | 31    | 8      |
| 1994/95 | Atlético Madrid | Vlag van Spanje     | Primera División | 29    | 6      |
| 1995/96 | Atlético Madrid | Vlag van Spanje     | Primera División | 37    | 12     |
| 1996/97 | Atlético Madrid | Vlag van Spanje     | Primera División | 32    | 3      |
| 1997/98 | Internazionale  | Vlag van Italië     | Serie A          | 30    | 6      |
| 1998/99 | Internazionale  | Vlag van Italië     | Serie A          | 27    | 5      |
| 1999/00 | Lazio Roma      | Vlag van Italië     | Serie A          | 28    | 5      |
| 2000/01 | Lazio Roma      | Vlag van Italië     | Serie A          | 30    | 2      |
| 2001/02 | Lazio Roma      | Vlag van Italië     | Serie A          | 8     | 1      |
| 2002/03 | Lazio Roma      | Vlag van Italië     | Serie A          | 24    | 7      |
| 2003/04 | Atlético Madrid | Vlag van Spanje     | Primera División | 28    | 2      |
| 2004/05 | Atlético Madrid | Vlag van Spanje     | Primera División | 8     | 0      |
| 2004/05 | Racing Club     | Vlag van Argentinië | Primera División | 18    | 2      |
| 2005/06 | Racing Club     | Vlag van Argentinië | Primera División | 18    | 1      |

## Erelijst
Als speler
| Atlético Madrid       |    |            |
| Primera División      | 1x | 1995/96    |
| Copa del Rey          | 1x | 1995/96    |
| Internazionale        |    |            |
| UEFA Cup              | 1x | 1997/98    |
| SS Lazio              |    |            |
| UEFA Super Cup        | 1x | 1999       |
| Serie A               | 1x | 1999/00    |
| Coppa Italia          | 1x | 1999/00    |
| Supercoppa Italiana   | 1x | 2000       |
| Argentinië            |    |            |
| CONMEBOL Copa América | 2x | 1991, 1993 |
| King Fahd Cup         | 1x | 1992       |
| Artemio Franchi Cup   | 1x | 1993       |

Als trainer
| Estudiantes         |    |                      |
| Primera División    | 1x | Torneo Apertura 2006 |
| River Plate         |    |                      |
| Primera División    | 1x | Torneo Clausura 2008 |
| Atlético Madrid     |    |                      |
| UEFA Europa League  | 2x | 2011/12, 2017/18     |
| UEFA Super Cup      | 2x | 2012, 2018           |
| Primera División    | 2x | 2013/14, 2020/21     |
| Copa del Rey        | 1x | 2012/13              |
| Supercopa de España | 1x | 2014/15              |